# Zdeňka Vejnarová
Zdeňka Vejnarová (Jilemnice, 22 juni 1981) is een voormalig biatlete uit Tsjechië. Ze vertegenwoordigde haar vaderland op de biatlon op de Olympische Winterspelen 2002 in Salt Lake City, de Olympische Winterspelen 2006 in Turijn en de Olympische Winterspelen 2010 in Vancouver. 

## Resultaten

### Olympische Winterspelen
| Jaar | Plaats         | Resultaten                                                                            |
| ---- | -------------- | ------------------------------------------------------------------------------------- |
| 2002 | Salt Lake City | 23e 15 km individueel                                                                 |
| 2006 | Turijn         | 43e 7,5 km sprint 35e 10 km achtervolging 53e 15 km individueel 13e 4x6 km estafette  |
| 2010 | Vancouver      | 60ee 7,5 km sprint 55e 10 km achtervolging 55e 15 km individueel 16e 4x6 km estafette |

### Wereldkampioenschappen
| Jaar | Plaats           | Resultaten                                                                           |
| ---- | ---------------- | ------------------------------------------------------------------------------------ |
| 2001 | Pokljuka         | 60e 7,5 km sprint 47e 10 km achtervolging 14e 4x7,5 km estafette                     |
| 2003 | Chanty-Mansiejsk | 24e 7,5 km sprint 16e 10 km achtervolging DNF 15 km individueel DNF 4x6 km estafette |
| 2004 | Oberhof          | 58e 7,5 km sprint 51e 10 km achtervolging 34e 15 km individueel 9e 4x6 km estafette  |
| 2005 | Hochfilzen       | 35e 7,5 km sprint 34e 10 km achtervolging 61e 15 km individueel 10e 4x6 km estafette |
| 2006 | Pokljuka         | 17e Gemengde estafette                                                               |
| 2007 | Antholz          | 37e 7,5 km sprint 34e 10 km achtervolging 33e 15 km individueel 8e 4x6 km estafette  |
| 2008 | Östersund        | DNS 7,5 km sprint 77e 15 km individueel 16e 4x6 km estafette                         |
| 2009 | Pyeongchang      | DNF 15 km individueel 12e 4x6 km estafette                                           |
| 2011 | Chanty-Mansiejsk | 71e 7,5 km sprint 52e 15 km individueel 11e 4x6 km estafette                         |

### Wereldbeker
Eindklasseringen
| Seizoen   | Algemeen | Individueel | Sprint | Achtervolging | Massastart |
| --------- | -------- | ----------- | ------ | ------------- | ---------- |
| 2001/2002 | 73e      |             |        |               |            |
| 2002/2003 | 48e      |             |        |               |            |
| 2003/2004 | 66e      |             |        |               |            |
| 2004/2005 | 56e      |             |        |               |            |
| 2005/2006 | 55e      |             |        |               |            |
| 2006/2007 | 60e      |             |        |               |            |
| 2007/2008 | 44e      |             |        |               |            |
| 2008/2009 | 69e      |             |        |               |            |
| 2009/2010 | 58e      |             |        |               |            |
| 2010/2011 | 81e      |             |        |               |            |